# سقوط نومه‌نور

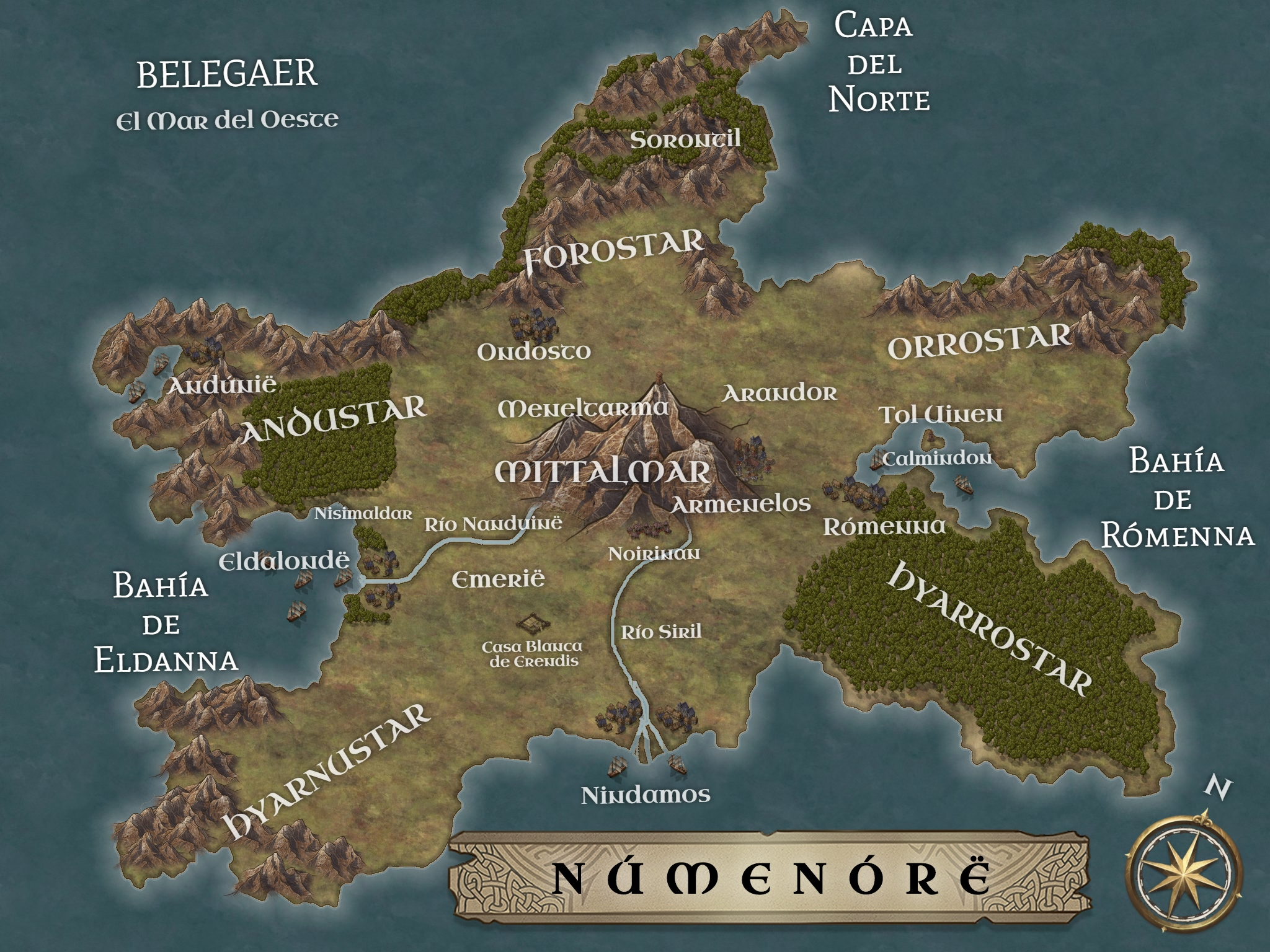
نقشه نومه نور

سقوط نومنور یک اثر فانتزی حماسی است که تمام نوشته‌های دوران دوم جی.آر.آر. تالکین را در بر می‌گیرد. این کتاب توسط برایان سیبلی ویراستاری شده است. کتاب از «داستان دوران» در ضمائم ارباب حلقه‌ها برای ارائه محتوای عصر دوم استفاده کرده است. این داستان‌ها شامل بنیان‌گذاری نومنور، جعل حلقه‌های قدرت و آخرین اتحاد علیه سائورون است که به دوران دوم پایان داد. برایان سیبلی ویراستار این کتاب، مقدمه‌ها و تفسیرهای جدیدی برای یکسان‌سازی نوشته‌های تالکین ارائه داده است. این کتاب شامل ده نقاشی رنگی جدید از آلن لی است. این کتاب در ۱۰ نوامبر ۲۰۲۲ منتشر شد.